# Die Linke.SDS

Erstes Verbandslogo, das bis 2017 genutzt wurde

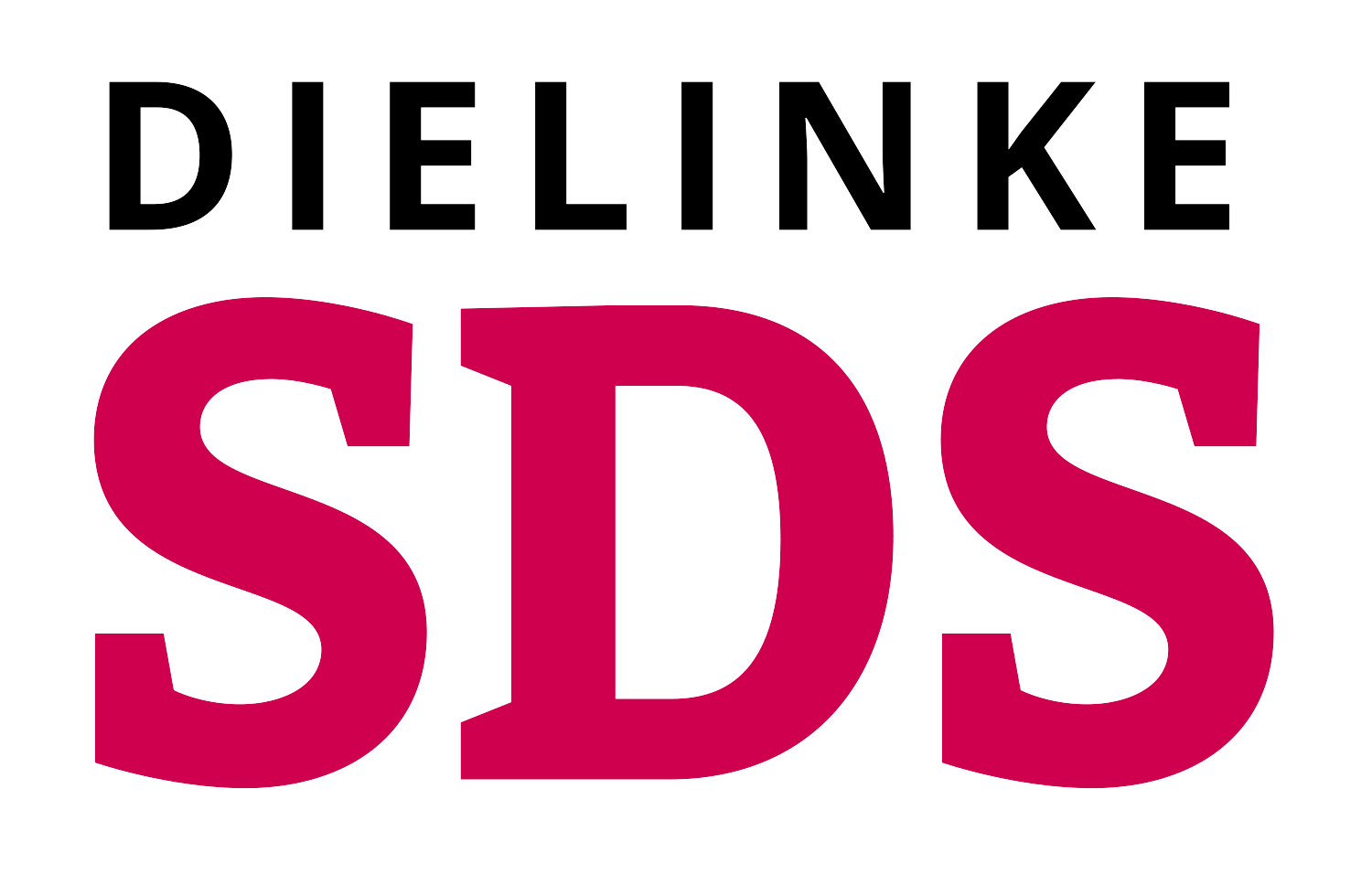
Altes Logo 2017 bis 2024

Die Linke.SDS (auch Sozialistisch-Demokratischer Studierendenverband oder kurz SDS; Eigenschreibweise DIE LINKE.Sozialistisch-Demokratischer Studierendenverband bzw. DIE LINKE.SDS) ist ein bundesweiter Zusammenschluss sozialistischer Studierender. Die Linke.SDS ist anerkannter Studierendenverband der Partei Die Linke und ist als Arbeitsgemeinschaft mit Sonderstatus Bestandteil des Jugendverbandes Linksjugend ['solid].

## Programm und Politikfelder
Programmatisch steht der Verband der Partei Die Linke nahe. Als Hochschulverband streitet der Verband für den Sozialismus und „eine grundlegende Veränderung der Gesellschaft“ mit dem Ziel der „Überwindung der kapitalistischen Gesellschaftsordnung“ und für die Errichtung einer „sozialistischen Gesellschaft“. Zentrale Forderungen sind eine demokratische Hochschule, die Raum für kritische Wissenschaft lässt und die Ablehnung jeder Art von Studiengebühren. Die Linke.SDS will sich aber ebenso zu Themen jenseits der Hochschulpolitik äußern und fordert ein allgemeinpolitisches Mandat für die verfassten Studierendenschaften. Des Weiteren will der Verband die Beschäftigung mit politischer und weltanschaulicher Theorie fördern und hier den Studierenden an deutschen Hochschulen Seminarangebote machen.

## Geschichte

### Gründung
Die Linke.SDS gründete sich 2007 in Frankfurt am Main als Bundesverband von 34 bisher unabhängigen und zuvor bereits im Die-Linke-Hochschulgruppennetzwerk zusammengefassten Hochschulgruppen. Als Gründungsdatum mit Symbolcharakter wurde dabei der 189. Geburtstag von Karl Marx gewählt.
Laut Eigendarstellung ging der Gründung des Verbandes ein längerer Diskussionsprozess voraus, an dem neben den bereits bestehenden Hochschulgruppen aus dem ehemaligen PDS-Hochschulgruppennetzwerk und der ehemaligen WASG auch Hochschulgruppen und Einzelpersonen vom linken Flügel der Juso-Hochschulgruppen, Studierende aus dem Spektrum des „einheitsorientierten und modernen Trotzkismus“ (Linksruck bzw. heute marx21) sowie Teile des früheren Bündnisses linker und radikaldemokratischer Hochschulgruppen (LiRa) beteiligt waren. Damit soll belegt werden, dass es sich bei dem neuen Studierendenverband um eine „plurale Linke [handelt], die unterschiedliche politische Impulse“ aufnehmen und in ihrer Politik fruchtbar machen will.
Mit dem gewählten Namenskürzel SDS versuchte der Verband zudem, an die Tradition des früheren Sozialistischen Deutschen Studentenbunds anzuknüpfen.

### Geschichte seit 2007
In den ersten Monaten ihres Bestehens legte Die Linke.SDS die Schwerpunkte ihrer Arbeit auf die Proteste gegen den G8-Gipfel in Heiligendamm 2007. Dazu wurden Vortragsreihen und andere öffentliche Veranstaltungen organisiert. Die Politik der G8 und die Proteste gegen sie waren auch das Schwerpunktthema der früheren Verbandszeitschrift Die Linke.Campus. Ein weiterer Schwerpunkt der Anfangszeit war die Auseinandersetzung mit den Vorgängen in Venezuela. Hierzu fand eine Delegationsreise statt.
Mit dem Wintersemester 2008/2009 begann der Verband mit einer bundesweiten Reihe von Lesekreisen zu Marx’ Hauptwerk Das Kapital. Die Auftaktveranstaltungen mit über 2000 Interessierten sorgten selbst in Mainstream-Medien für Resonanz. Die Lesekreise werden in Kooperation mit der Rosa-Luxemburg-Stiftung, dem Berliner Dietz-Verlag und anderen organisiert. Beteiligt sind auch Wissenschaftler wie Elmar Altvater, Frank Deppe oder Alex Demirović.
Der Verband organisierte außerdem mehrfach größere Kongresse, die sich an Studierende richten und neben prominent besetzten Podien Workshops und Diskussionen für die Teilnehmer enthielten. 2008 fand anlässlich des 40-jährigen Jubiläums von 1968 ein Kongress zum Thema an der Humboldt-Universität zu Berlin statt. Zur Finanzkrise ab 2007 veranstaltete der SDS 2009 den Make Capitalism History Kongress an der Freien Universität Berlin. Außerdem fand vom 30. November bis 2. Dezember 2012 ein Kongress mit dem Titel Kapitalismus vs. Demokratie an der Universität zu Köln statt.
Die Linke.SDS ist mit der Linksjugend solid und anderen Gruppen Teil eines Bündnisses, das zum Frauenkampftag am 8. März 2014 zu einer feministischen Großdemonstration nach Berlin aufrief, zu der rund 5000 Menschen kamen. Im Rahmen des Tages werden außerdem mehrere Rahmenveranstaltungen durchgeführt. Mit der Aktion sollen feministische Inhalte gestärkt werden und der Tag „repolitisiert“ werden.
Vom 7. bis 9. Dezember 2018 hielt Die Linke.SDS den Kongress 68/18 – Kongress: Geschichte wird gemacht an der Technischen Universität Berlin mit über 1400 Teilnehmenden ab, um sowohl an das 50-jährige Jubiläum der Studierendenproteste 1968 zu erinnern, als auch um an aktuelle gesellschaftlich relevante Themen anzuknüpfen. Daran nahmen u. a. Akteure der internationalen 68-er Proteste teil, wie zum Beispiel Tariq Ali aus Großbritannien oder Frank Deppe und Gretchen Dutschke-Klotz aus der Bundesrepublik Deutschland. Weitere Gäste waren unter anderem Didier Eribon, Katja Kipping, Bernd Riexinger, Colin Barker, Bhaskar Sunkara, Tadzio Müller, Kerem Schamberger und Alex Demirović.

### System-Change-Kongress
Im Oktober 2022 veranstaltete Die Linke.SDS den System-Change-Kongress am Campus Jahn-Allee der Universität Leipzig. Der Kongress bot den über 1400 Teilnehmenden aus dem Umfeld der Klimagerechtigkeitsbewegung einen Raum zur Auseinandersetzung mit Kapitalismus, Sozialismus und Klimakrise. Außerdem konnten sich die Teilnehmenden in Organizing-Methoden schulen und sich zu gemeinsamen, konkreten politischen Projekten verabreden. Am System-Change-Kongress nahmen unter anderem die Philosophin Nancy Fraser, die US-Organizerin Jane McAlevey, die Politikwissenschaftler Frank Deppe und Birgit Mahnkopf, der Soziologieprofessor Klaus Dörre, die Jacobin-Chefredakteurin Ines Schwerdtner, die Bundessprecherin der Grünen Jugend Sarah-Lee Heinrich, die Autoren Niko Paech und Raul Zelik sowie verschiedene Politikerinnen und Politiker der Partei Die Linke, wie Sören Pellmann, Martina Renner, Bernd Riexinger und Janine Wissler teil.

### Tarifvertrag für studentische Beschäftigte
Die Linke.SDS ist Teil der TVStud-Initiative, einer Kampagne für einen bundesweiten Tarifvertrag für studentische Beschäftigte (TV Stud). Im Februar 2023 war der Verband Mitausrichter und Unterstützer der Konferenz Jetzt oder nie! zum Auftakt der bevorstehenden Tarifauseinandersetzungen im Rahmen des Tarifvertrags für den öffentlichen Dienst der Länder (TV-L). Diese Tarifauseinandersetzungen sollten auch einen TV Stud behandeln. Im Zuge der Tarifauseinsetzung beteiligte sich Die Linke.SDS bundesweit an Streikaktivitäten, Kundgebunden und Demonstrationen. Dazu wurde für den 20. November 2023 im Bündnis mit ver.di, der GEW, dem DBG, den Jusos, dem fzs und dem Netzwerk Gute Arbeit in der Wissenschaft (NGAWiss) ein bundesweiter Hochschulaktionstag ausgerufen.

## Strukturen

### Organisation und Gremien
Die Linke.SDS ist formal eine Arbeitsgemeinschaft mit Sonderstatus im parteinahen Jugendverband Linksjugend solid, hat aber eigene Regelungen bezüglich Mitgliedschaft und Satzung sowie einen eigenen Vorstand und eine eigene Geschäftsführung. Sie wird finanziell von der ihr nahestehenden Partei Die Linke unterstützt. Mit dem Fördererkreis demokratischer Volks- und Hochschulbildung e. V. steht dem Studierendenverband ein Förderverein nahe, der linke Studierende, Akademiker sowie hochschul- und wissenschaftspolitisch interessierte Menschen aus dem Umfeld der Partei Die Linke vereint und die Arbeit des Verbandes unterstützt.
Der Studierendenverband unterscheidet zwischen der passiven und aktiven Mitgliedschaft. Zudem gibt es noch außerordentliche Mitglieder, dies sind diejenigen, die nicht mehr eingeschriebene Studierende sind. Passives Mitglied ist, wer Mitglied des Jugendverbandes Linksjugend ['solid] oder Parteimitglied bei Die Linke ist und studiert. Aktives Mitglied ist, wer sich an einer Hochschulgruppe vor Ort beteiligt. Aktives Mitglied kann auch derjenige werden, der nicht Mitglied im Jugendverband oder der Partei ist.
Der Verband ist örtlich in Hochschulgruppen organisiert. Diese haben unter anderem das Recht, zwei Delegierte zum Bundeskongress zu entsenden. Die Hochschulgruppen können sich eine eigene Satzung geben, die aber nicht der Bundessatzung widersprechen darf. Der Bundeskongress ist das höchste Entscheidungsgremium des Verbandes. Auf ihm wird der Bundesvorstand, die Geschäftsführung, sowie die Delegierten zu Parteitagen und Bundeskongressen der linksjugend ['solid] gewählt und die politische Richtung des Bundesverbands entschieden. Er tritt in der Regel einmal pro Semester zusammen. Die Delegierten des Bundesverbandes werden 50 % frauenquotiert gewählt. Für die Wahl des Bundesvorstands sowie aller anderen Mandate und Ämter gibt es zwei Wahlgänge, die Hälfte der Plätze werden zur Sicherung der Mindestquotierung nur an Frauen vergeben (Frauenquote), in einem zweiten Wahlgang wird eine sogenannte gemischte Liste gewählt.

### Innerverbandliche Zusammenschlüsse
Innerhalb des Verbandes existieren folgende hochschulübergreifende Arbeitskreise:
- BAK Antirassismus
- BAK Feminismus
- BAK Hochschulpolitik
- BAK Internationalismus
- BAK IT
- BAK Klimagerechtigkeit
- BAK Queer
- BAK Rotkelchen

Das offizielle Magazin des Studierendenverbandes ist die critica. Sie erscheint halbjährlich zum Semesterbeginn. Außerdem gibt es seit Oktober 2011 eine Onlineausgabe, auf der regelmäßig Artikel veröffentlicht werden. Daneben existiert mit Praxis ein Mitgliedermagazin, das Raum für programmatische und strukturelle Debatten gibt.
Im SDS existieren mit dem trotzkistischen Netzwerk marx21 und der Marxistisch-Feministischen Gruppe zwei organisierte Strömungen.

## Bewertung durch den Verfassungsschutz
Die Linke.SDS wird aktuell in Baden-Württemberg und Bayern als linksextremistische Bestrebung von den Verfassungsschutzbehörden beobachtet, nicht jedoch auf Bundesebene. 2008 wurde diese Einschätzung auch noch für die Landesverbände in Rheinland-Pfalz und Hessen geteilt.